# اچ‌ام‌اس فورت دایموند
اچ‌ام‌اس فورت دایموند (به انگلیسی: HMS Fort Diamond) یک کشتی بود. این کشتی در سال ۱۸۰۴ ساخته شد.